# Christopher Pyne
Christopher Pyne (né le 13 août 1967 à Adelaide, Australie), est un homme politique australien, membre du parti libéral. 
De 1993 à 2019, il est député au Parlement d'Australie pour la circonscription de Sturt. Le 2 mars 2019, il annonce son retrait de la vie politique après les élections fédérales.
De 2013 à 2019, il occupe plusieurs postes gouvernementaux (Personnes âgées, Éducation, Industrie de la Défense, Défense, Leader de la Chambre des représentants).